# 2005年美國國家棒球名人堂票選
2005年美國國家棒球名人堂票選遵循2001年的票選規則。全美棒球記者協會進行年度票選，最後選出韋德·博格斯和雷恩·桑柏格兩人。資深選手委員會特別從退休超過20年的選手中舉行額外票選，但沒有選出任何入選者。大聯盟在2005年7月31日舉辦入選典禮。

## 全美棒球記者協會票選結果
全美棒球記者協會只從1985年以後效力於大聯盟的選手中進行評選，但效力年限只到1999年為止。
每個球員需要獲得至少75%的選票方能入選。本屆票選包含27名球員；總共有516張選票，最終總計投出3263人次，入選名人堂門檻為387票，平均每張選票圈選了6.32人。未達5%得票率的候選人，將被剔除名人堂票選資格。
首次進行票選的球員將以劍標（†）顯示。獲得至少75%以上同意票的入選人以粗體字表示；在未來票選中才入選的候選人以斜體字表示。
| 球員姓名         | 同意票數 | 得票率(%) | 與前一年差距 | 年度   |
| ---------------- | -------- | --------- | ------------ | ------ |
| †韋德·博格斯     | 474      | 91.8      | -            | 第1年  |
| 雷恩·桑柏格      | 393      | 76.1      | ▲0 15.0%     | 第3年  |
| 布魯斯·蘇特      | 344      | 66.6      | ▲0 7.1%      | 第12年 |
| 吉姆·賴斯        | 307      | 59.4      | ▲0 4.9%      | 第11年 |
| 古斯·高薩吉      | 285      | 55.2      | ▲0 14.5%     | 第6年  |
| 安德烈·道森      | 270      | 52.3      | ▲0 2.3%      | 第4年  |
| 伯特·布萊勒文    | 211      | 40.8      | ▲0 5.4%      | 第8年  |
| 李·史密斯        | 200      | 38.7      | ▲0 2.1%      | 第3年  |
| 傑克·莫里斯      | 172      | 33.3      | ▲0 7.0%      | 第6年  |
| 湯米·約翰        | 123      | 23.8      | ▲0 1.9%      | 第11年 |
| 史蒂夫·賈維      | 106      | 20.5      | ▼0 3.8%      | 第13年 |
| 艾蘭·川默        | 87       | 16.9      | ▲0 3.1%      | 第4年  |
| 戴夫·帕克        | 65       | 12.5      | ▲0 2.1%      | 第9年  |
| 丹·馬丁利        | 59       | 11.4      | ▼0 1.4%      | 第5年  |
| 戴夫·康塞普西翁  | 55       | 10.6      | ▼0 0.7%      | 第12年 |
| 戴爾·墨菲        | 54       | 10.4      | ▼0 1.9%      | 第7年  |
| †威利·麥基       | 26       | 5.0       | -            | 第1年  |
| †吉姆·亞伯特     | 13       | 2.5       | -            | 第1年  |
| †達里爾·斯塔比雷 | 6        | 1.1       | -            | 第1年  |
| †傑克·麥克道威爾 | 4        | 0.7       | -            | 第1年  |
| †齊利·戴維斯     | 3        | 0.5       | -            | 第1年  |
| †湯姆·坎迪奧蒂   | 2        | 0.3       | -            | 第1年  |
| †傑夫·蒙哥馬利   | 2        | 0.3       | -            | 第1年  |
| †湯尼·菲利普斯   | 1        | 0.1       | -            | 第1年  |
| †泰瑞·史坦貝克   | 1        | 0.1       | -            | 第1年  |
| †馬克·朗斯頓     | 0        | 0.0       | -            | 第1年  |
| †歐提斯·尼克松   | 0        | 0.0       | -            | 第1年  |

|  | 本屆被選入名人堂，人名以粗體表示。                          |
|  | 本屆未入選但在未來票選中被選入名人堂，人名以斜體表示。      |
|  | 在2006年投票中繼續票選但仍未被選入者。                      |
|  | 在未來BBWAA票選中被剔除，但仍保有未來資深委員會審核的資格。 |

新入選的球員包含10名全明星球員，這10人合計共入選43次明星賽。不過有其中2人沒有在名單上。
以下球員首次具有票選資格，但並未在名單上：保羅·亞森馬契、傑夫·布勞瑟、麥克·布勞爾茲、約翰·康傑洛西、吉姆·寇西、瑞奇·迪盧西亞、湯尼·佛薩斯、卡洛斯·賈西亞、傑克·霍威爾、達林·傑克森、傑夫·金恩、尼爾森·李瑞安諾、約翰·馬札諾、湯姆·帕格諾齊、麥克·馬克法蘭、柯特·曼瓦林恩、戴瑞克·梅、布萊恩·麥克雷、艾瑞克·普朗克、梅爾基亞德斯·羅哈斯 (新楓康)、保羅·索倫托和戴爾·史威姆。
在所有第一年票選的選手中，韋德·博格斯是唯一一個入選名人堂的選手；而威利·麥基是唯一一個明年還有票選資格的選手。

## J·G·泰勒·史賓克獎
棒球記者彼得·賈蒙斯（1945年–）獲選該屆的J·G·泰勒·史賓克獎。

## 福特·C·弗里克獎
教士隊播報員傑瑞·柯爾曼（1924年–2014年）獲選該屆的福特·C·弗里克獎。

## 外部連結
- 美國國家棒球名人堂官網 （页面存档备份，存于）
- 棒球名人堂BBWAA票選規則 （页面存档备份，存于）
- 2005年名人堂票選 at www.baseballhalloffame.org